# Trixagus
Trixagus ist eine Gattung aus der Familie der Hüpfkäfer (Throscidae). Sie wurde im Jahr 1794 von Johann Gottlieb Kugelann eingeführt.

## Merkmale
Die Käfer sind meist 1,5–3,5 mm lang und gewöhnlich rotbraun oder dunkelbraun gefärbt. Sie sind von länglich ovaler Gestalt. Ihr Habitus ähnelt dem der Schnellkäfer (Elateridae), es fehlt jedoch die Verbindungsmembran zwischen dem 4. und 5. sichtbaren Hinterleibsternit. Die Facettenaugen weisen einen dreieckigen Einschnitt auf. Die Fühler weisen eine dreigliedrige breite Fühlerkeule auf. Im Gegensatz zu der verwandten Gattung Aulonothroscus weisen die Käfer am Metasternum keine seitliche Tarsalfurche auf. Der Medianlobus des Aedoeagus (männliches Geschlechtsteil) ist so lang oder länger als die Parameren (die beiden seitlichen Teile des Aedoeagus). Die in Längsrichtung mit Punktreihen überzogenen Flügeldecken weisen häufig Härchen auf, insbesondere an ihren Spitzen.

## Lebensweise
Die Käfer findet man in der Waldstreu, beispielsweise auf Bärlauchblättern, an Baumstämmen und im Mulm. Bei Gefahr können sie sich mit Hilfe eines Schnellmechanismus, ähnlich dem der Schnellkäfer, unkontrolliert wegschleudern. In Rückenlage funktioniert dieser Mechanismus offenbar nur bedingt zum Wiederaufrichten. Die Engerlingen ähnelnden Larven benötigen für ihre Entwicklung zwei Jahre. Sie ernähren sich von der Flüssigkeit ektomykorrhizaler Pilze, die das Wurzelsystem von Bäumen besiedeln. Die Käfer beobachtet man hauptsächlich im Frühjahr. Man findet die Imagines im Winter an den Stämmen von Bäumen, beispielsweise von Platanen, wo sie vermutlich unter deren loser Rinde überwintern.

## Systematik
Die Gattung besteht aus etwas mehr als 50 Arten. In Europa ist Trixagus mit 16 Arten vertreten, in Nordamerika mit 6 Arten. In Mitteleuropa ist Trixagus dermestoides die häufigste Art. Die Arten sehen sich sehr ähnlich und sind häufig, nur mit Hilfe einer Genitaluntersuchung zu unterscheiden.

## Arten
Im Folgenden eine Auswahl der Arten:
- Trixagus algiricus (Bonvouloir, 1861)
- Trixagus asiaticus (Bonvouloir, 1859)
- Trixagus atticus Reitter, 1921
- Trixagus bachofeni Reitter, 1905
- Trixagus carinifrons (Bonvouloir, 1859)
- Trixagus chevrolati (Bonvouloir, 1859)
- Trixagus dermestoides (Linnaeus, 1766)
- Trixagus duvalii (Bonvouloir, 1859)
- Trixagus elateroides (Heer, 1841)
- Trixagus exul (Bonvouloir, 1859)
- Trixagus gracilis Wollaston, 1854
- Trixagus leseigneuri Muona, 2002
- Trixagus mendax (Horn, 1885)
- Trixagus minutus Rey, 1891
- Trixagus obtusus (Curtis, 1827)
- Trixagus orientalis (Bonvouloir, 1859)
- Trixagus ovalis Reitter, 1921
- Trixagus rougeti (Fauvel, 1885)
- Trixagus sericeus (LeConte, 1868)